# Dipoena ira
Dipoena ira là một loài nhện trong họ Theridiidae.
Loài này thuộc chi Dipoena. Dipoena ira được Herbert Walter Levi miêu tả năm 1963.